# Светско првенство у пливању 2025 — 1.500 м слободно за мушкарце
Пливачке трке у дисциплини 1.500 метара слободним стилом за мушкарце на Светском првенству у пливању 2025. одржане су 2. августа (квалификације) и 3. августа (финале) као део програма Светског првенства у воденим спортовима. Трке су се одржавале у базену спортског комплекса Singapore Sports Hub у Сингапуру.
За трке у овој дисциплини било је пријављено 23 такмичара из 18 земаља учесница првенства. 
Титулу светског првака освојио је тунишки пливач Ахмед Џоади, коме је то била друга титула светског првака, након овојеног злата у трци на 800 метара слободним стилом. Сребрну медаљу је освојио репрезентативац Немачке Свен Шварц, док је бронза припала актуелном светском рекордеру Американцу Бобију Финку. 

## Освајачи медаља
|                   | Резултат |                  | Резултат |                 | Резултат |
|                   |          |                  |          |                 |          |
| Ахмед Џоади (ТУН) | 14:34.41 | Свен Шварц (НЕМ) | 14:35.69 | Боби Финк (САД) | 14:36.60 |

## Званични рекорди
Пре почетка такмичења званични рекорди у овој дисциплини су били следећи:
| Рекорд                         | Име                 | Резултат | Место             | Датум           |
| ------------------------------ | ------------------- | -------- | ----------------- | --------------- |
| Светски рекорд СР              | Боби Финк (САД)     | 14:30.67 | Париз (Француска) | 4. август 2024. |
| Рекорд светских првенстава РПр | Ахмед Хафнауи (ТУН) | 14:31.54 | Фукуока (Јапан)   | 30. јул 2023.   |

## Квалификације
Квалификационе трке у дисциплини 1500 метара слободним стилом за мушкарце су пливане 2. августа, у јутарњем делу програма, са почетком од 11.34 часова по локалном времену (UTC+8). За трке је било пријављено 23 такмичара из 18 земаља учесница, пливало се у 3 квалификационе групе, а директан пласман у финале остварило је 8 пливача са најбољим резултатима квалификација.
| Пл. | Група | Стаза | Пливач               | Репрезентација   | Време          | Нап.           |
| --- | ----- | ----- | -------------------- | ---------------- | -------------- | -------------- |
| 1.  | 2     | 4     | Флоријан Велброк     | Немачка          | 14:44.81       | КВ             |
| 2.  | 3     | 6     | Ахмед Џоади          | Тунис            | 14:44.95       | КВ             |
| 3.  | 2     | 3     | Кузеј Тунчели        | Турска           | 14:45.28       | КВ             |
| 4.  | 3     | 5     | Свен Шварц           | Немачка          | 14:45.31       | КВ             |
| 5.  | 3     | 4     | Боби Финк            | Сједињене Државе | 14:45.70       | КВ             |
| 6.  | 3     | 1     | Самјуел Шорт         | Аустралија       | 14:46.24       | КВ             |
| 7.  | 2     | 7     | Залан Шаркањ         | Мађарска         | 14:47.89       | КВ             |
| 8.  | 3     | 2     | Дамијен Жоли         | Француска        | 14:51.06       | КВ             |
| 9.  | 2     | 1     | Дејвид Џонстон       | Сједињене Државе | 14:56.20       |                |
| 10. | 3     | 3     | Давид Бетлехем       | Мађарска         | 14:59.09       |                |
| 11. | 2     | 6     | Давид Обри           | Француска        | 15:03.32       |                |
| 12. | 2     | 2     | Феј Ливеј            | Кина             | 15:05.24       |                |
| 13. | 2     | 8     | Виктор Јохансон      | Шведска          | 15:06.17       |                |
| 14. | 3     | 9     | Нгујен Хуј Хоанг     | Вијетнам         | 15:19.39       |                |
| 15. | 3     | 7     | Казуши Имафуку       | Јапан            | 15:24.98       |                |
| 16. | 2     | 0     | Илија Сибирцев       | Узбекистан       | 15:30.66       |                |
| 17. | 3     | 0     | Марин Могић          | Хрватска         | 15:36.12       |                |
| 18. | 2     | 9     | Сулејман Исмајилзада | Азербејџан       | 15:45.63       |                |
| 19. | 1     | 4     | Кушагра Рават        | Индија           | 15:47.43       |                |
| 20. | 1     | 5     | Лигјас Јоенсен       | Фарска Острва    | 16:22.49       |                |
| 21. | 1     | 3     | Ахмед Тејбич         | Бахреин          | 17:21.71       |                |
| 22  | 2     | 5     | Данијел Вифен        | Ирска            | Нису наступили | Нису наступили |
| 22  | 3     | 8     | Бенџамин Гудманс     | Аустралија       | Нису наступили | Нису наступили |

## Финале
Финална трка је пливана 3. августа са почетком од 19.31 часова по локалном времену.
| Пл. | Стаза | Пливач           | Репрезентација   | Време    | Нап. |
| --- | ----- | ---------------- | ---------------- | -------- | ---- |
|     | 5     | Ахмед Џоади      | Тунис            | 14:34.41 |      |
| 2   | 6     | Свен Шварц       | Немачка          | 14:35.69 |      |
| 3   | 2     | Боби Финк        | Сједињене Државе | 14:36.60 |      |
| 4.  | 7     | Самјуел Шорт     | Аустралија       | 14:43.08 |      |
| 5.  | 4     | Флоријан Велброк | Немачка          | 14:44.29 |      |
| 6.  | 3     | Кузеј Тунчели    | Турска           | 14:52.44 |      |
| 7.  | 1     | Залан Шаркањ     | Мађарска         | 14:55.17 |      |
| 8.  | 8     | Дамијен Жоли     | Француска        | 15:19.06 |      |